# Dragon V2
Dragon versiunea 2 este o navă spațială privată reutilizabilă, dezvoltată de SpaceX, la comanda NASA în cadrul programei „Commercial Crew Development”. Nava este destinată transportării echipajelor umane spre Stația Spațială Internațională (SSI). 
Nava Dragon V2 a fost prezentă de Elon Musk la 29 mai 2014, după ce inițial a fost de așteptat să fie lansată în 2013; varianta destinată transportării de mărfuri, este operațională din 2010. Dragon V2 ar putea efectua primul zbor marfar cel mai devreme  în 2015, pe când primul zbor cu echipaj uman către 2016. O lansare-test al lui Dragon V2 este planificată pentru anul 2014. 
NASA a semnat deja un contract pentru efectuarea a până la șase zboruri de transport de echipaje la Stația Spațială Internațională în cadrul programului Crew Comercial.
Nasa si SpaceX au ca target ziua de 27 mai 2020 pentru prima lansare cu astronauti la bord.

## Vezi și
- CST-100
- Orion (navă spațială)
- Dream Chaser